# جياكومو تيديتشو
جياكومو تيديتشو (بالإيطالية: Giacomo Tedesco)‏ (مواليد 2 يناير 1976 في باليرمو - إيطاليا) لاعب كرة قدم إيطالي يلعب حاليا لصالح نادي الدرجة الأولى بولونيا الإيطالي منذ 2009 في مركز الجناح الأيسر كما يجيد اللعب في مركز الوسط المهاجم .

## روابط خارجية
- جياكومو تيديتشو على موقع قاعدة بيانات كرة القدم.إي يو (الإنجليزية)
- جياكومو تيديتشو على موقع عالم كرة القدم.نت (الإنجليزية)
- جياكومو تيديتشو على موقع كووورة